# ボナッソーラ
ボナッソーラ（伊: Bonassola）は、イタリア共和国リグーリア州ラ・スペツィア県にある、人口約800人の基礎自治体（コムーネ）。

## 地理

### 位置・広がり
ラ・スペツィア県西部に所在する。

#### 隣接コムーネ
隣接するコムーネは以下の通り。
- フラムーラ
- レヴァント

### 地震分類
イタリアの地震リスク階級 (it) では、3 に分類される
。

## 行政

### 分離集落
ボナッソーラには、以下の分離集落（フラツィオーネ）がある。
- Costella, Montaretto, Poggio, Reggimonti, San Giorgio, Scernio, Serra